# Exocentrus basirufus
Exocentrus basirufus är en skalbaggsart som beskrevs av J. Linsley Gressitt 1940. Exocentrus basirufus ingår i släktet Exocentrus och familjen långhorningar. Inga underarter finns listade i Catalogue of Life.